# ロベルト・コレン
ロベルト・コレン（Robert Koren, 1980年9月20日 - ）は、ユーゴスラビア (現：スロベニア)・リュブリャナ出身の元同国代表サッカー選手である。現役時代のポジションはMF。

## クラブ経歴
母国のNKトラボグラート、NKツェリェを経て、2004年にノルウェーのリールストロムSKに移籍すると、ノルウェーリーグの中でもっとも優秀な外国人選手のひとりに数えられた。リールストロムでは守備的なプレーメーカーとしてプレーし、スロベニアの英雄ズラトコ・ザホヴィッチと比較されることもあった。その活躍からイングランドのリーズ・ユナイテッドFCやマンチェスター・シティFCが彼に興味を示した。

### ウェスト・ブロムウィッチ
2007年1月4日、1年半の契約でイングランド・FLチャンピオンシップ（2部）のウェスト・ブロムウィッチ・アルビオンFCに移籍した。移籍から2日後、FAカップ3回戦のリーズ・ユナイテッドFC戦でデビューした。リーグ最終節の5月6日、ホームでバーンリーFCに7-0で大勝した試合で初得点を決め、その勝利でクラブは昇格プレーオフ進出圏内を維持した。プレーオフではウルヴァーハンプトン・ワンダラーズFCとの準決勝には勝利したが、ウェンブリー・スタジアムでダービー・カウンティFCと対戦した決勝では0-1で負け、昇格はならなかった。
2007年7月、練習中にボールが目に当たるアクシデントがあり、内部出血を起こして一時的に視界が利かなくなった。その後回復したが、のちに彼は視界への不安があることを認めた。その怪我の影響で2007-08シーズンの開幕から数試合を欠場したが、8月下旬のフットボールリーグカップ・ピーターバラ・ユナイテッドFC戦で途中出場して怪我から復帰した。9月中旬、クラブとの契約を2年間延長した。2009年までWBAを率いたトニー・モウブレイはコレンを「プロの鑑」と表現した。10月、サウサンプトンFC戦で2ゴールを決めて3-2での勝利に貢献し、その節のリーグベストイレブンに選ばれた。
プレミアリーグでの初得点は2009年1月17日のミドルズブラFC戦で、その試合のマン・オブ・ザ・マッチに選ばれた。FAカップ・バーンリーFC戦での得点はITVのゴール・オブ・ザ・ラウンドに選ばれた。2008-09シーズン、ゴールキーパーのスコット・カーソンを除けば、チームでもっとも多くの試合に出場した。

### ハル・シティ
2010年8月、チャンピオンシップへ降格したハル・シティAFCへ2年契約で移籍。

### メルボルン・シティ
2014年8月3日、メルボルン・シティFCに移籍した。

## 代表経歴
U-21スロベニア代表では12試合に出場し、2003年からスロベニアA代表に選出されている。2010 FIFAワールドカップ欧州予選では、監督のマティアジュ・ケクから主将を任された 。ロシアと対戦したプレーオフ第1戦では彼のミドルシュートを相手GKが弾いたところにネイツ・ペチュニクが詰めて貴重なアウェーゴールを手に入れた。
2010年6月1日、本大会に出場するメンバー23人に選出された。2010 FIFAワールドカップ本戦ではグループリーグ初戦のアルジェリア戦で79分にミドルシュートで決勝ゴールを挙げ、マン・オブ・ザ・マッチに選ばれるなどスロベニアのワールドカップ初勝利に貢献した。

## 代表歴

### 出場大会
- スロベニア代表
  - 2010 FIFAワールドカップ

### 試合数
- 国際Aマッチ 61試合 5得点（2003年-2011年）[11]

| スロベニア代表 | 国際Aマッチ | 国際Aマッチ |
| 年             | 出場        | 得点        |
| -------------- | ----------- | ----------- |
| 2003           | 4           | 0           |
| 2004           | 5           | 0           |
| 2005           | 5           | 0           |
| 2006           | 7           | 1           |
| 2007           | 9           | 0           |
| 2008           | 5           | 1           |
| 2009           | 9           | 2           |
| 2010           | 11          | 1           |
| 2011           | 6           | 0           |
| 通算           | 61          | 5           |

## タイトル

### クラブ
WBA
- FLチャンピオンシップ : 2007-08

### 個人
- ノルウェー最優秀MF賞 : 2006